# Midnite Vultures
Midnite Vultures é o sétimo álbum de estúdio do cantor Beck, lançado a 16 de novembro de 1999.
Em julho de 2008, o disco tinha vendido 743 mil cópias nos Estados Unidos.

## Faixas
Todas as músicas por Beck Hansen, exceto onde anotado.
1. "Sexx Laws" – 3:39
2. "Nicotine & Gravy" – 5:13
3. "Mixed Bizness" – 4:10
4. "Get Real Paid" – 4:20
5. "Hollywood Freaks" (Hansen, John King, Michael Simpson) – 3:59
6. "Peaches & Cream" – 4:54
7. "Broken Train" – 4:11
8. "Milk & Honey" (Hansen, Buzz Clifford) – 5:18
9. "Beautiful Way" – 5:44
10. "Pressure Zone" – 3:07
11. "Debra" (Hansen, King, Simpson) – 13:46

## Paradas
| Ano  | Parada              | Posição |
| ---- | ------------------- | ------- |
| 1999 | Billboard 200       | 34      |
| 1999 | Top Canadian Albums | 19      |
| 1999 | Top Internet Albums | 4       |